# Margaret Holles, Duquesa de Newcastle-upon-Tyne
Margaret Holles (nascida Margaret Cavendish; 22 de outubro de 1661 — Londres, 24 de dezembro de 1716) foi uma nobre britânica. Ela foi condessa de Clare e posteriormente duquesa de Newcastle-upon-Tyne pelo seu casamento com John Holles, 1.º Duque de Newcastle-upon-Tyne.

## Família
Margaret foi a terceira filha e quarta criança nascida de Henry Cavendish, 2.° Duque de Newcastle-upon-Tyne e de Frances Pierrepoint. Os seus avós paternos eram William Cavendish, 1.º Duque de Newcastle-upon-Tyne e sua primeira esposa, Elizabeth Basset. Os seus avós maternos eram o político William Pierrepoint e Elizabeth Harries.
Ela teve cinco irmãos, que eram: Elizabeth, conhecida como a "Duquesa louca", foi primeiro casada com Christopher Monck, 2.º Duque de Albemarle, e depois com Ralph Montagu, 1.º Duque Montagu; Henry, Conde de Ogle, primeiro marido de Elizabeth Percy; Frances, esposa de John Campbell, 2.º Conde de Breadalbane e Holland; Catherine, esposa de Thomas Tufton, 6.º Conde de Thanet, e Arabella, primeira esposa de Charles Spencer, 3.º Conde de Sunderland.

## Biografia
No dia 1 de março de 1690, aos 28 anos de idade, Margaret casou-se com o seu primo, John Holles, 4.º Conde de Clare. Ele era filho de Gilbert Holles, 3.º Conde de Clare e de Grace Pierrepoint, irmã de Frances, mãe de Margaret.
Seu pai faleceu em 26 de julho de 1691, sem deixar herdeiros masculinos. Alguns anos depois, em 14 de maio 1694, John recebeu o título de duque de Newcastle-upon-Tyne.
O casal teve apenas uma filha, Henrietta. O duque faleceu em 15 de julho de 1711.
A duquesa viúva morreu em 24 de dezembro de 1716, em Londres, aos 55 anos de idade. Ela foi enterrada no Castelo de Bolsover, no condado de Derbyshire.

## Descendência
- Henrietta Cavendish Holles (11 de fevereiro de 1693/94 - 9 de dezembro de 1755), foi esposa de Edward Harley, 2.º Conde de Oxford e Conde Mortimer, com quem teve uma filha, Margaret Bentick, Duquesa de Portland.